# Осетија
Осетија је етногеографски назив за територију на Кавказу настањену Осетима.
У политичком смислу, Осетија је подељена на две територије:
- Северна Осетија — Аланија, република Руске федерације на Кавказу.

- Јужна Осетија, фактички независна држава на Кавказу, раније аутономна област Грузије.